# ناحیه سنام‌گنج
ناحیهٔ سنام‌گنج (به لاتین: Sunamganj District) یک ناحیه در بنگلادش است که در استان سیلهت واقع شده‌است.

## خصوصیات
ناحیه سنام‌گنج ۳٬۶۶۹٫۵۸ کیلومترمربع مساحت و ۲٬۴۶۷٬۹۶۸ نفر جمعیت دارد.